# 長谷部佳宏
長谷部 佳宏（はせべ よしひろ、1960年7月30日 - ）は、日本の経営者。花王代表取締役社長・研究開発部門統括・コンプライアンス担当・先端技術戦略室統括。工学博士（東京理科大学）。

## 略歴
学歴
- 1985年3月 - 東京理科大学工学部工業化学科 卒業
- 1990年3月 - 東京理科大学大学院工学研究科工業化学専攻 博士課程修了（鶴田禎二研究室[2]）

職歴
- 1990年4月 - 花王入社
- 2003年7月 - 花王化学品研究所 室長
- 2008年3月 - 花王ハウスホールド研究所 室長
- 2011年3月 - 花王ビューティケア研究センター ヘアビューティ研究所長
- 2014年
  - 1月 - 花王基盤研究セクター長、エコイノベーション研究所長
  - 3月 - 花王執行役員、研究開発部門副統括
- 2015年3月 - 花王研究開発部門統括（現任）
- 2016年
  - 1月 - 花王常務執行役員
  - 3月 - 花王取締役常務執行役員
- 2018年
  - 1月 - 花王取締役専務執行役員、コーポレート機能部門管掌
  - 4月 - 花王先端技術戦略室統括（現任）
- 2019年
  - 1月 - 花王コンプライアンス担当（現任）
  - 3月 - 花王代表取締役専務執行役員
- 2021年1月 - 花王代表取締役社長執行役員（現任）[1][3]